# Señorío de Valencia de Campos

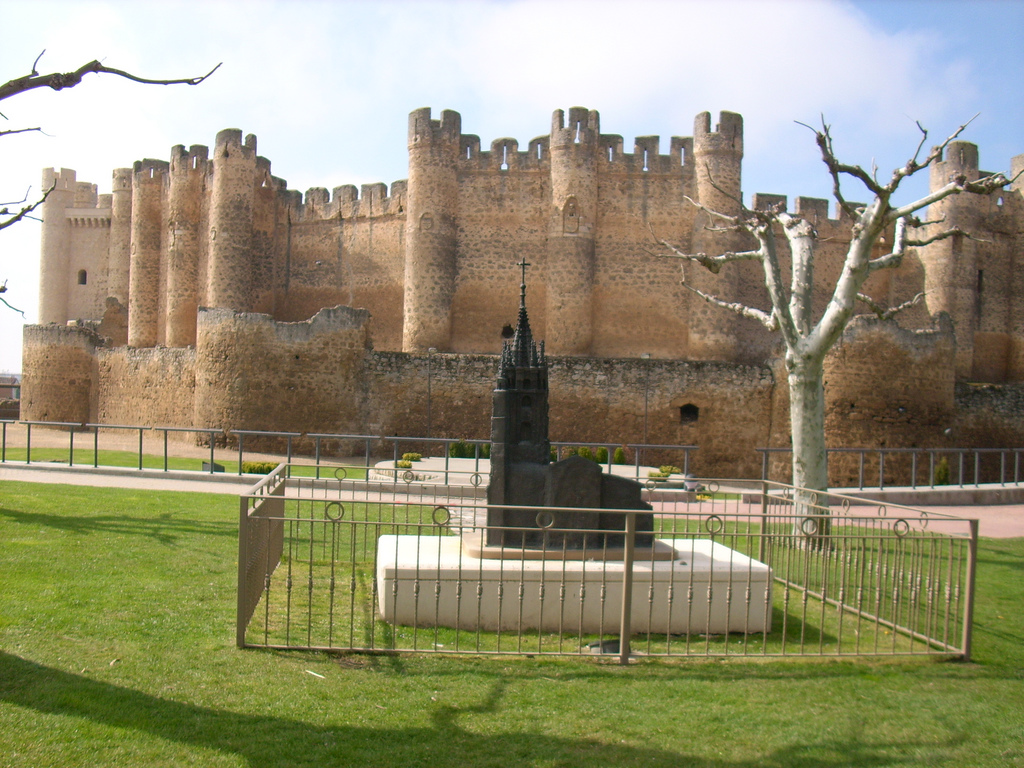
Castillo de Valencia de Don Juan.

Señorío de Valencia de Campos. Señorío jurisdiccional medieval en España establecido en torno al municipio de Valencia de Campos, conocido actualmente como Valencia de Don Juan y ubicado en la provincia de León, en España.

## Historia
El historiador José Luis Gavilanes Laso señala que el señorío de Valencia de Campos fue concedido por el rey Alfonso X de Castilla a su hijo, el infante Juan de Castilla el de Tarifa, cuando este último contrajo matrimonio con Margarita de Montferrato, hija de Guillermo VII de Montferrato, marqués de Montferrato.
El señorío continuó en posesión de los descendientes del infante Juan de Castilla hasta que Enrique II de Castilla se lo arrebató, junto con otras veinte villas más, a Fernando Alfonso de Valencia, nieto del infante Juan, durante las Guerras Fernandinas entre Enrique II y Fernando I de Portugal. Y el historiador Salvador de Moxó afirmó que el apoyo Fernando Alfonso de Valencia a la causa de los petristas durante la primera guerra civil castellana pudo influir decisivamente en la decandencia de su linaje tras su muerte, ocurrida durante el asedio de Lisboa de 1384.
El 22 de diciembre de 1387 el señorío fue convertido en ducado por el rey Juan I de Castilla y entregado al infante Juan de Portugal, hijo del rey Pedro I de Portugal, que se convirtió así en el primer duque de Valencia de Don Juan.

## Señores de Valencia de Campos
Hubo tres señores de Valencia de Campos: 
- Juan de Castilla (1262-1319), infante de Castilla y señor consorte de Vizcaya.[10]
- Alfonso de Valencia (m. 1316), hijo del anterior. Fue mayordomo mayor del rey Alfonso XI de Castilla y pertiguero mayor de Santiago.[11]
- Fernando Alfonso de Valencia (1316-1384), hijo del anterior.[12] Fue señor de Valencia de Campos y maestre de la Orden de Santiago.[6]